# Julien Gérardin

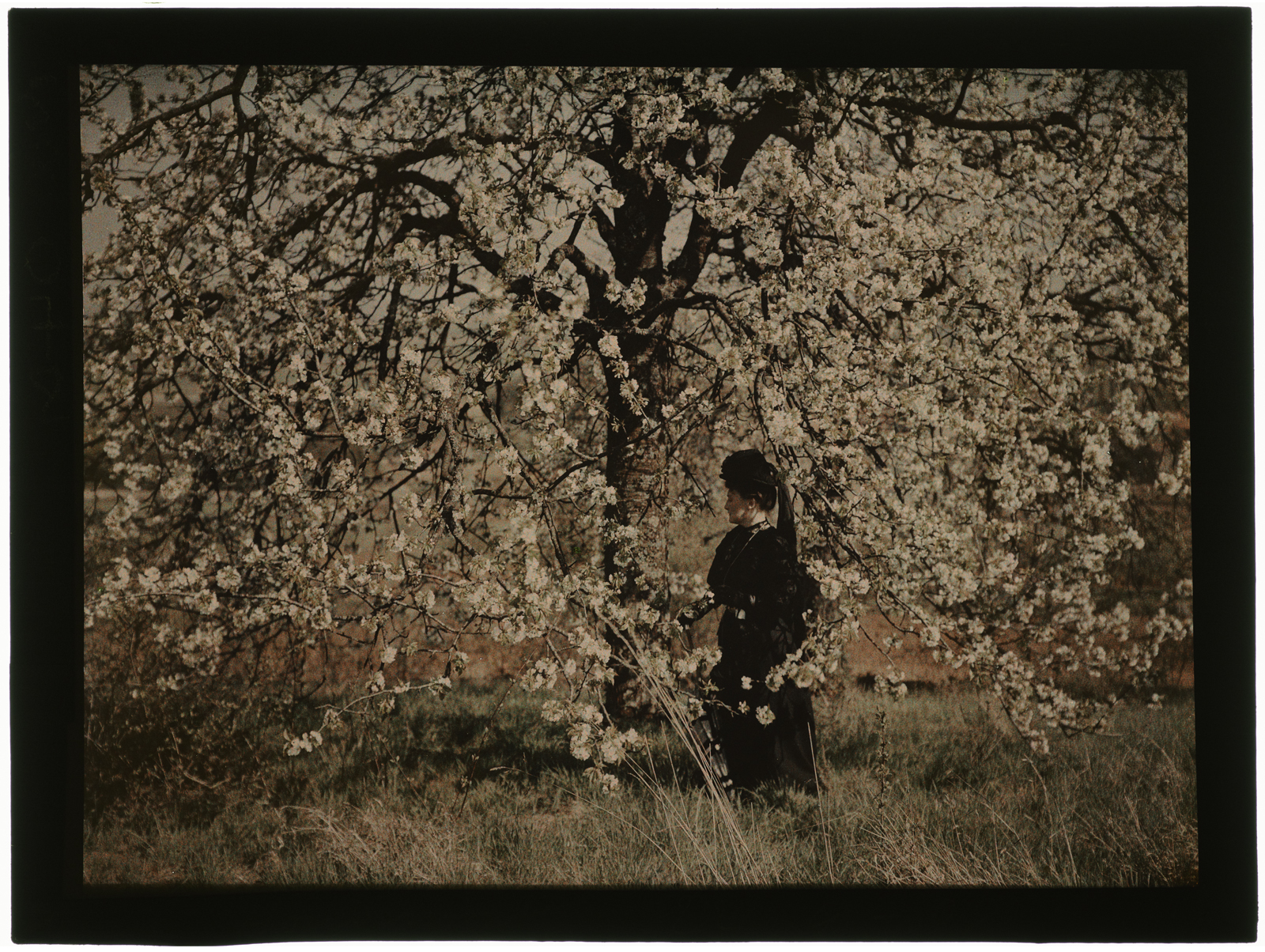
Žena v černém pod kvetoucím stromem, 1905

Julien Gérardin (28. března 1860, Nancy – 9. června 1924, Nancy) byl francouzský právník a amatérský fotograf. Je známý díky svým autochromům pořízených v Lorraine.

## Životopis
Julien Gérardin pracoval jako notář v Nancy. Jeho kancelář se nacházela na adrese rue Lafayette čp. 8.
Amatérské fotografii se věnoval od ledna 1899, kdy byl přijat do Société Lorraine de Photographie, asociace amatérských fotografů, která patřila mezi nejvýznamnější spolky ve Francii – v roce 1900 obsahovala 540 členů a před kterou prezentoval své první autochromy v rámci projekce v květnu 1908. Členem představenstva tohoto sdružení byl od roku 1907 do roku 1909.
Julien Gérardin zemřel osamělý a bezdětný 9. června 1924 v Nancy ve věku 64 let.

## Sbírka autochromů
V roce 1980 našla École nationale supérieure d'art de Nancy ve svých archivech 59 krabic autochromů a 6370 fotografií ve formátu 9 x 12 cm, pořízených v letech 1907 až 1919 v části Lotrinska, která po smlouvě Traité de Francfort zůstala francouzská. Fotografovaná témata jsou různorodá: portréty, fotografie krajin, měst i venkova, komponované scény i akty.
Tato sbírka autochromů do té doby nebyla publikována a má velký historický význam, byla v roce 2012 digitalizována. Jedná se o nejdůležitější sbírku autochromů ve Francii po archivu de la Planète bankéře Alberta Kahna a sbírku Institutu Lumière. Je uchována v Národní umělecké škole v Nancy.

## Galerie

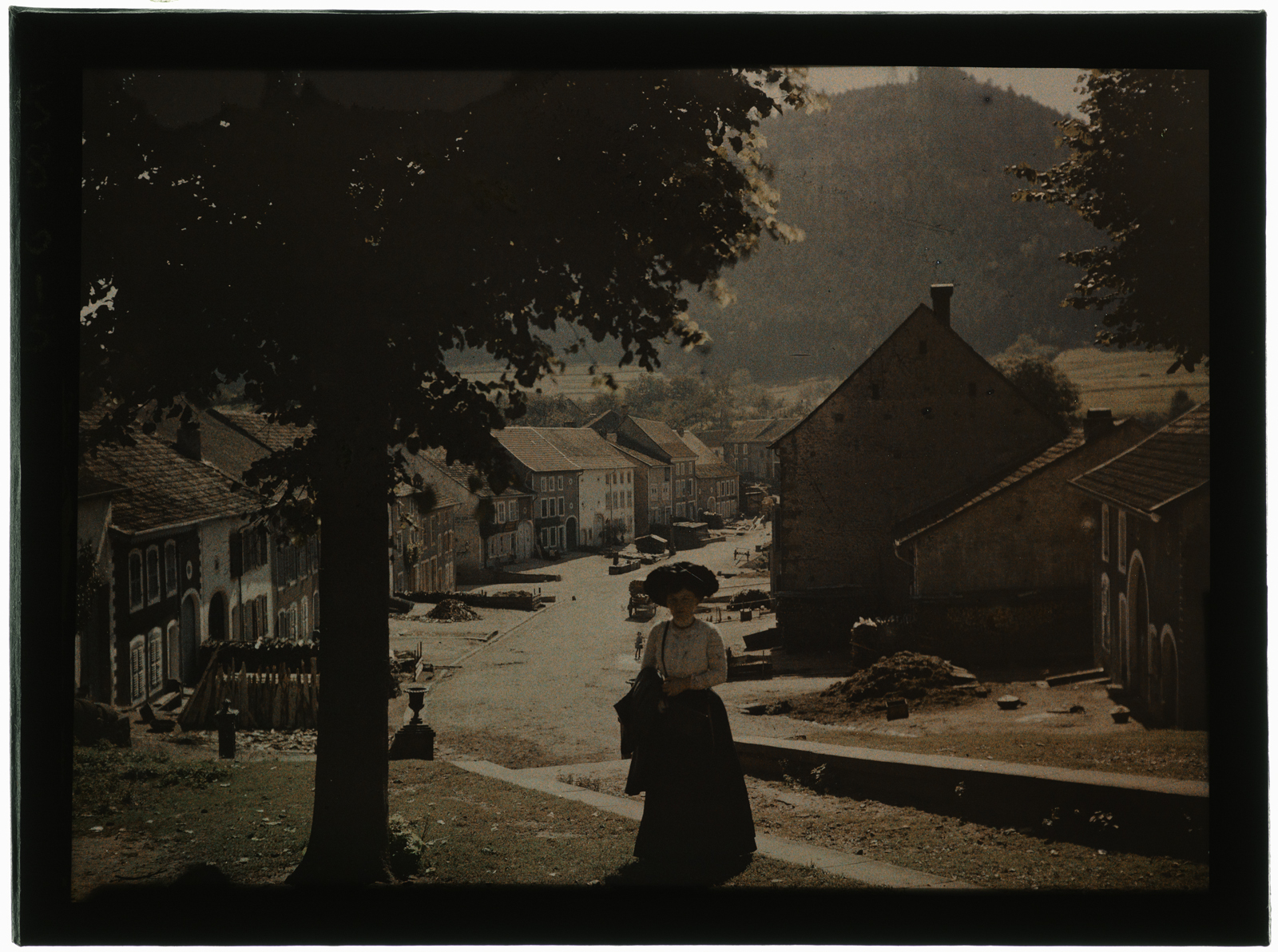
Žena ve vesnici Vosges Vexaincourt
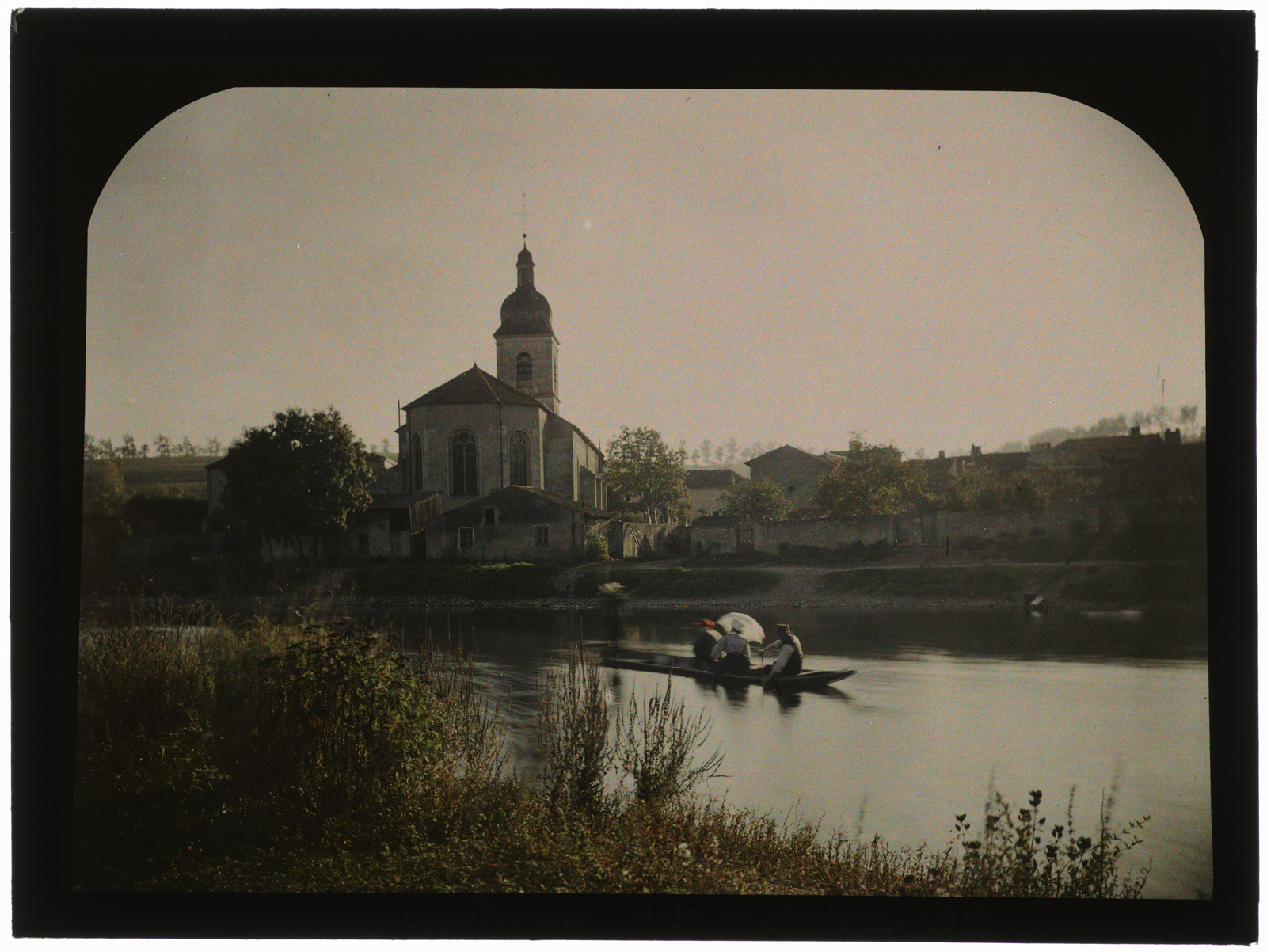
Výlet lodí ve Flavigny, 1904
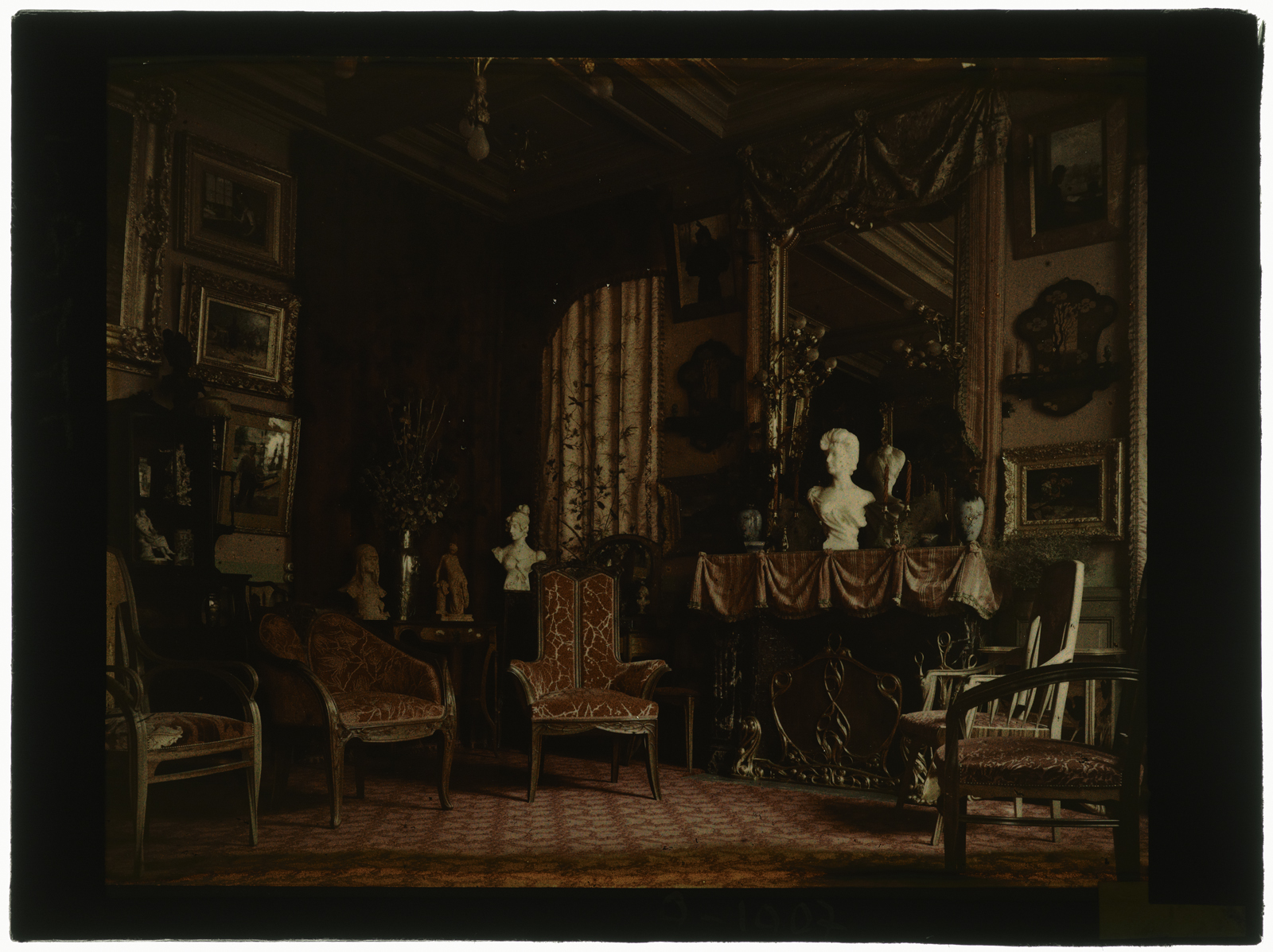
Intérieur bourgeois, 31. srpna 1903